# Teddy’s Badeabenteuer
Teddy’s Badeabenteuer (Alternativtitel Teddy im Damenbad) ist eine deutsche Filmkomödie von 1916 innerhalb der Stummfilmreihe Teddy. Hauptdarsteller ist Paul Heidemann.

## Handlung
Teddy geht auf eine Kneippkur der Liebe wegen.

## Hintergrund
Produziert wurde er von Alfa Film Berlin-Tempelhof (Nr. 1010). Der Film hatte eine Länge von zwei Akten. Er wurde von der Polizei Berlin mit einem Jugendverbot belegt (Nr. 38910).